# Carlos Borrás

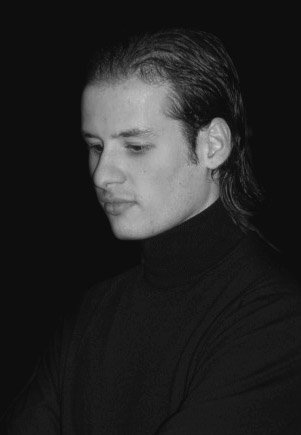
Carlos Borrás.

Carlos Borrás Cabo (Valencia, 13 de agosto de 1983) es un artista creativo que desarrolla su trabajo en varias disciplinas artísticas, como la animación y creación de personajes, escultura, pintura o Fallas.
Las fallas son un icono de obligatoria parada para todo artista valenciano. 
Entender, comprender y mantener esta cultura popular es un reto y una gran responsabilidad para los maestros falleros, que sin descanso trabajan durante el año completo para las fiestas valencianas, y las fallas.
Artista autodidacta, a la edad de 16 años se introdujo en el mundo de las fallas, creando la del diario Súper Deporte de Valencia, y al año siguiente de lleno plantando su primera falla oficial en la comisión fallera de la Falla Lepanto Don Juan De Austria de Mislata. allí estuvo desde los 17 hasta los 22 años creando y plantando fallas, subiendo progresivamente de categoría y consiguiendo importantes galardones; fue una etapa de aprendizaje.

## Ascenso a profesional
En el año 2006 debutó en la máxima categoría de las fallas infantiles de Valencia consiguiendo su primer premio en la Sección especial infantil, aquel galardón cerró una etapa con dicha comisión. 
El impacto que produjo su inmersión en la categoría de oro le abrió las puertas para plantar en otra comisión más importante y de mayor antigüedad, la falla Quart Palomar, en 2007, donde repitió premio por segundo año consecutivo y propició la renovación del contrato para el 2008, con lo que su nombre comenzó a resonar más fuerte en los diarios los días de falla. 
Desde 2010 a 2014 afronta nuevos proyectos, comienza su andadura por las Fallas Grandes, debuta de manera oficial en la categoría mayor en Quart Palomar en la sección 1A, consiguiendo el 4.ª premio de clasificación y el 2.ª de ingenio y gracia, más tarde continuaría plantando en Aras de Alpuente - Castell de Pop y Bolsería Tros Alt donde consigue el primer premio en la categoría 2A.
Después de un año sabático, Carlos vuelve a plantar en la categoría Primera A de la mano de la comisión Linterna-Na Robella.

## Falla en Sección Especial
En 2006 debuta de la mano de la comisión Lepanto Don Juan de Austria consiguiendo sacar premio en la categoría
En 2007 debuta en la comisión Quart-Palomar consiguiendo su segundo premio en esta categoría
En 2008 afrontó el tercer año en la Sección Especial con la falla "El Regne de València", plantada para la comisión de Quart-Palomar.
En 2009 vuelve a plantar en Quart-Palomar consiguiendo otro premio en Sección Especial, después se tomaría un descanso en la categoría de Oro.
En 2011 retoma la competición al más alto nivel, plantando en la Mítica Plaza de la Merced consiguiendo allí el 7.º premio  en Sección Especial.

## Galería

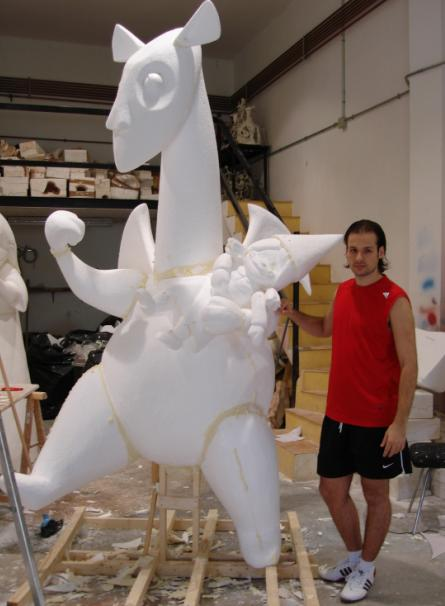
Taller de Borrás.
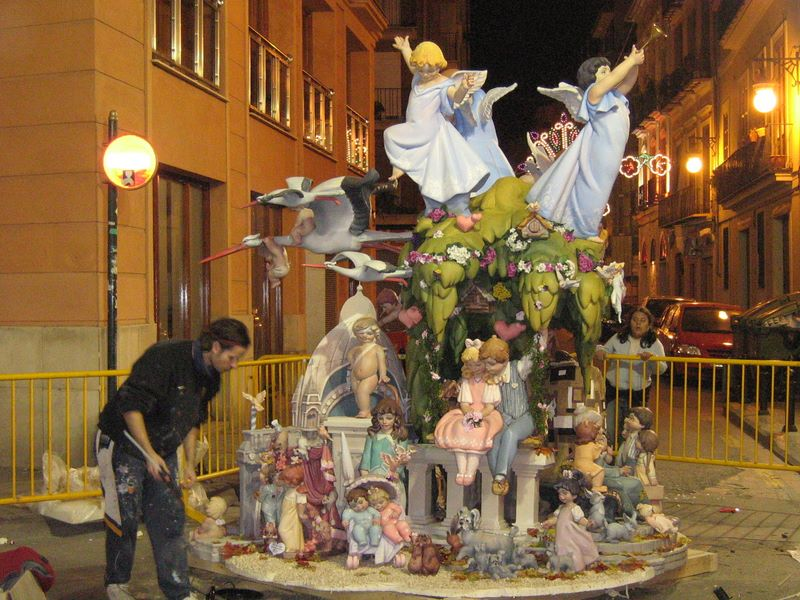
Plantar la falla es un momento cumbre para todo artista.
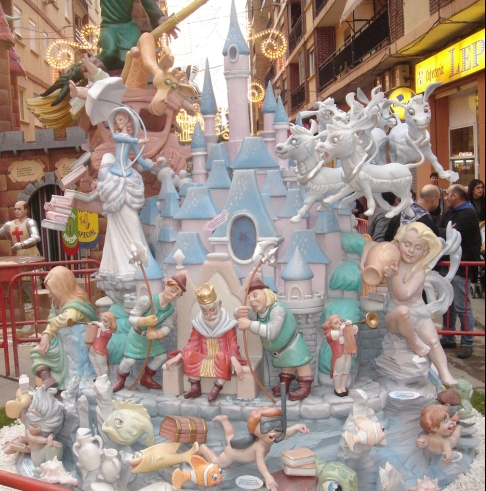
Una vez plantada la falla, los vecinos cuidan de ella como si fuera propia.